# Born to Fight (film, 2004)
Pour les articles homonymes, voir Born to Fight.
Pour plus de détails, voir Fiche technique et Distribution.
Born to Fight (เกิดมาลุย, Kerd Ma Lui) est un film thaïlandais réalisé par Panna Rittikrai, sorti en 2004.

## Synopsis
Deaw, policier d'élite intègre, mène la guerre aux narcotrafiquants dirigés par le Général Yang. Attristé par la mort de son commandant, Deaw décide de quitter la police. Il accompagne alors sa sœur Nui, championne de Taekwondo et une équipe d'athlètes nationaux dans un petit village du pays pour faire la promotion du sport. Mais les hommes de Yang, armés jusqu'aux dents, attaquent le village pour se venger et prennent la population en otage...

## Fiche technique
- Titre : Born to Fight
- Titre original : เกิดมาลุย (Kerd Ma Lui)
- Réalisation : Panna Rittikrai (en thai :  พันนา ฤทธิไกร)
- Scénario : Morakat Kaewthanek et Thanapat Taweesuk, d'après une histoire de Panna Rittikrai
- Production : Prachya Pinkaew et Sukanya Vongsthapat
- Musique : Inconnu
- Photographie : Surachet Thongmee
- Montage : Thanapat Taweesuk
- Pays d'origine : Thaïlande
- Société de distribution : Mars distribution (France)
- Format : Couleurs - 1,85:1 - Dolby EX 6.1 - 35 mm
- Genre : Action, policier, drame et thriller
- Durée : 96 minutes
- Dates de sortie : 5 août 2004 (Thaïlande)[2], 10 août 2005 (France)[3]
- Film interdit aux moins de 12 ans lors de sa sortie en France

## Distribution
- Chupong Changprung (ชูพงษ์ ช่างปรุง / Dan Chupong[4]  / Deaw) (VF : Rémi Bichet) : Deaw, officier, policier d'élite intègre
- Kessarin Ektawatkul  (เกศริน เอกธวัชกุล) : Nui, sœur de Deaw, championne nationale thaïlandaise de Taekwondo de 1993 à 1997
- Nappon Gomarachun (VF : Christian Ruché) : Général Yang, baron de la drogue en Asie du Sud-Est
- Santisuk Promsiri (VF : Caroline Victoria) : Lowfei, le chef des hommes de Yang
- Somrak Khamsing (สมรักษ์ คำสิงห์) (VF : Anatole de Bodinat) : Tug, champion de boxe thaïlandaise et le premier athlète thaïlandais à remporter une médaille d'or aux Jeux Olympiques (médaille d'or en boxe anglaise aux Jeux olympiques d'Atlanta de 1996)
- Suebsak Pansueb (สืบศักดิ์ ผันสืบ) : Jo, champion de sepak takraw (kick volleyball), en équipe nationale de 1997 à 2010
- Piyapong Piew-on (ปิยะพงษ์ ผิวอ่อน) : Tun, joueur de football professionnel en sélection nationale de 1981 à 1997
- Chakhrit Rungsuwan : champion de courses moto[5]
- Nantaway Wongwanichislip (นันทวัธ วงศ์วาณิชย์ศิลป์) : Nye, joueur dans l'équipe nationale thaïlandaise de rugby
- Amornthep Waewsang (อมรเทพ แววแสง) : Moo, champion de gymnastique, médaille d'or[6]
- Rattaporn Khemtong  (รัตนาภรณ์ เข็มทอง) : Tunta, championne de gymnastique, membre de l'équipe nationale de Thaïlande
- Chatthapong Pantanaunkul (ฉัฏฐพงศ์ พันธนะอังกูร) (VF : Éric Herson-Macarel) : Foong
- Payong Mounda (VF : Georges Ser) : Le chef du village
- Swat Hoopsom : L'estropié